# Campionati italiani estivi di nuoto 1974
I Campionati italiani assoluti di nuoto 1974 si sono svolti a Firenze dal 15 al 18 settembre 1974. È stata utilizzata la vasca da 50 metri.

## Podi

### Uomini
| Evento               | Oro                                                                             | Tempo       | Argento                                                                     | Tempo    | Bronzo                                                              | Tempo    |
| Stile libero         |                                                                                 |             |                                                                             |          |                                                                     |          |
| 100 m                | Roberto Pangaro                                                                 | 53"66       | Marcello Guarducci                                                          | 53"81    | Paolo Martinetto                                                    | 54"79    |
| 200 m                | Roberto Pangaro                                                                 | 1'57"68     | Marcello Guarducci                                                          | 1'57"76  | Augusto Papini                                                      | 2'02"10  |
| 400 m                | Lorenzo Marugo                                                                  | 4'13"55     | Sergio Affronte                                                             | 4'18"24  | Augusto Papini                                                      | 4'19"91  |
| 1500 m               | Lorenzo Marugo                                                                  | 16'46"43 RI | Sergio Affronte                                                             | 16'48"65 | Andrea Parisini                                                     | 17'04"05 |
| Dorso                |                                                                                 |             |                                                                             |          |                                                                     |          |
| 100 m                | Lapo Cianchi                                                                    | 1'02"5      | Enrico Bisso                                                                | 1'02"83  | Massimo Nistri                                                      | 1'03"05  |
| 200 m                | Massimo Nistri                                                                  | 2'11"48     | Lapo Cianchi                                                                | 2'15"71  | Stefano Bellon                                                      | 2'18"68  |
| Rana                 |                                                                                 |             |                                                                             |          |                                                                     |          |
| 100 m                | Giorgio Lalle                                                                   | 1'07"57     | Giancarlo Mauro                                                             | 1'08"55  | Gilberto Giberti                                                    | 1'10"70  |
| 200 m                | Giorgio Lalle                                                                   | 2'28"12     | Giancarlo Mauro                                                             | 2'30"61  | Gilberto Giberti                                                    | 2'31"96  |
| Farfalla             |                                                                                 |             |                                                                             |          |                                                                     |          |
| 100 m                | Paolo Barelli                                                                   | 58"45       | Riccardo Urbani                                                             | 59"88    | Angelo Tozzi                                                        | 1'00"39  |
| 200 m                | Angelo Tozzi                                                                    | 2'10"81     | Cesare Butini                                                               | 2'11"90  | Lorenzo Marugo                                                      | 2'12"29  |
| Misti                |                                                                                 |             |                                                                             |          |                                                                     |          |
| 200 m                | Lorenzo Marugo                                                                  | 2'14"25 IR  | Giorgio Lalle                                                               | 2'17"04  | Claudio Zei                                                         | 2'17"35  |
| 400 m                | Lorenzo Marugo                                                                  | 4'46"07     | Giorgio Lalle                                                               | 4'50"66  | Gilberto Giberti                                                    | 5'00"99  |
| Staffette            |                                                                                 |             |                                                                             |          |                                                                     |          |
| 4x100 m stile libero | Lazio Nuoto Francesco Marcucci Marco Marcovaldi Maurizio Bizzarri Paolo Barelli | 3'44"58     | De Gregorio Claudio Zei Augusto Papini Paolo Revelli Riccardo Urbani        | 3'47"34  | Rari Nantes Milano Crosta Passoni Torricelli Massimo Ugolini        | 3'48"84  |
| 4x200 m stile libero | Lazio Nuoto Francesco Marcucci Maurizio Bizzarri Marco Marcovaldi Paolo Barelli | 8'11"69     | De Gregorio Paolo Revelli Augusto Papini Tubotti, Claudio Zei               | 8'17"14  | Rari Nantes Florentia Sergio Affronte Bologna Consigli Lapo Cianchi | 8'21"35  |
| 4x100 mista          | De Gregorio Claudio Zei Giancarlo Mauro Riccardo Urbani Augusto Papini          | 4'08"27     | Lazio Nuoto Paolo Barelli Gilberto Giberti Cesare Butini Francesco Marcucci | 4'11"35  | Canottieri Napoli Simone Bosco Salvatori Giuseppe Castagna Pirone   | 4'12"40  |
|                      |                                                                                 |             |                                                                             |          |                                                                     |          |

### Donne
| Evento               | Oro                                                                          | Tempo   | Argento                                                                        | Tempo   | Bronzo                                                                            | Tempo   |
| Stile libero         |                                                                              |         |                                                                                |         |                                                                                   |         |
| 100 m                | Laura Bortolotti                                                             | 1'01"69 | Patrizia Lanfredini                                                            | 1'02"18 | Francesca Molinari                                                                | 1'02"47 |
| 200 m                | Laura Bortolotti                                                             | 2'11"22 | Patrizia Lanfredini                                                            | 2'12"04 | Laura Sterni                                                                      | 2'15"35 |
| 400 m                | Laura Bortolotti                                                             | 4'36"33 | Antonella Valentini                                                            | 4'37"47 | Giuditta Pandini                                                                  | 4'40"36 |
| 800 m                | Laura Bortolotti                                                             | 9'25"26 | Antonella Valentini                                                            | 9'25"72 | Giuditta Pandini                                                                  | 9'33"04 |
| Dorso                |                                                                              |         |                                                                                |         |                                                                                   |         |
| 100 m                | Antonella Roncelli                                                           | 1'07"21 | Cristina Stuttgard                                                             | 1'09"40 | Paola Cesari                                                                      | 1'09"47 |
| 200 m                | Antonella Roncelli                                                           | 2'25"94 | Cristina Tarantino                                                             | 2'28"76 | Cristina Stuttgard                                                                | 2'30"34 |
| Rana                 |                                                                              |         |                                                                                |         |                                                                                   |         |
| 100 m                | Paola Bolla                                                                  | 1'21"43 | Tiziana Rachetto                                                               | 1'21"53 | Iris Corniani                                                                     | 1'21"67 |
| 200 m                | Paola Bolla                                                                  | 2'50"94 | Tiziana Rachetto                                                               | 2'53"28 | Maurizia Lenardon                                                                 | 2'53"88 |
| Farfalla             |                                                                              |         |                                                                                |         |                                                                                   |         |
| 100 m                | Donatella Talpo                                                              | 1'06"06 | Marina Corsi                                                                   | 1'06"17 | Cinzia Rampazzo                                                                   | 1'07"37 |
| 200 m                | Marina Corsi                                                                 | 2'23"90 | Cinzia Rampazzo                                                                | 2'25"53 | Donatella Schiavon                                                                | 2'26"66 |
| Misti                |                                                                              |         |                                                                                |         |                                                                                   |         |
| 200 m                | Antonella Roncelli                                                           | 2'32"23 | Cristina Tarantino                                                             | 2'33"72 | Marina Corsi                                                                      | 2'34"87 |
| 400 m                | Antonella Roncelli                                                           | 5'17"81 | Giuditta Pandini                                                               | 5'20"71 | Cristina Tarantino                                                                | 5'20"75 |
| Staffette            |                                                                              |         |                                                                                |         |                                                                                   |         |
| 4x100 m stile libero | Lazio Nuoto Laura Gorgerino Donatella Talpo Marina Corsi Francesca Molinari  | 4'12"89 | Aniene Elisabetta Dessy Viviana Dantini Alessandra Cornelli Cristina Tarantino | 4'17"32 | Fiat Nicoletta Pezzutti Barbara Cassinelli Serafini Patrizia Zebellin             | 4'21"70 |
| 4x100 m misti        | Lazio Nuoto Francesca Molinari Paola Morozzi Donatella Talpo Laura Gorgerino | 4'43"14 | Aniene Cristina Tarantino Elisabetta Dessy Viviana Dantini Alessandra Cornelli | 4'49"31 | US Triestina Nuoto Giulia Pettener Maurizia Lenardon Roberta Calvani Laura Sterni | 4'52"65 |